# Lagaropsylla obliqua
Lagaropsylla obliqua är en loppart som beskrevs av Smit 1957. Lagaropsylla obliqua ingår i släktet Lagaropsylla och familjen fladdermusloppor. Inga underarter finns listade i Catalogue of Life.